# Vårsjön, Södermanland
Vårsjön är en sjö i Flens kommun i Södermanland och ingår i Norrströms huvudavrinningsområde. Sjön har en area på 0,392 kvadratkilometer och ligger 50,5 meter över havet.

## Delavrinningsområde
Vårsjön ingår i det delavrinningsområde (656811-155736) som SMHI kallar för Mynnar i Eklången. Medelhöjden är 60 meter över havet och ytan är 16,81 kvadratkilometer. Det finns ett avrinningsområde uppströms, och räknas det in blir den ackumulerade arean 21,8 kvadratkilometer. Vattendraget som avvattnar avrinningsområdet har biflödesordning 3, vilket innebär att vattnet flödar genom totalt 3 vattendrag innan det når havet efter 101 kilometer. Avrinningsområdet består mestadels av skog (89 procent). Avrinningsområdet har 0,39 kvadratkilometer vattenytor vilket ger det en sjöprocent på 2,3 procent.